# Chapelle Saint-Michel de la Laupie
La chapelle Saint-Michel est une chapelle romane située sur le territoire de la commune de La Laupie dans le département français de la Drôme et la région Auvergne-Rhône-Alpes.

## Localisation
La chapelle se dresse sur un promontoire, à 300 m au nord du village, au lieu-dit Prades sud.

## Historique
La chapelle date du XIIe siècle.
Elle fait l'objet d'une inscription au titre des monuments historiques depuis le 21 août 1987.

## Architecture

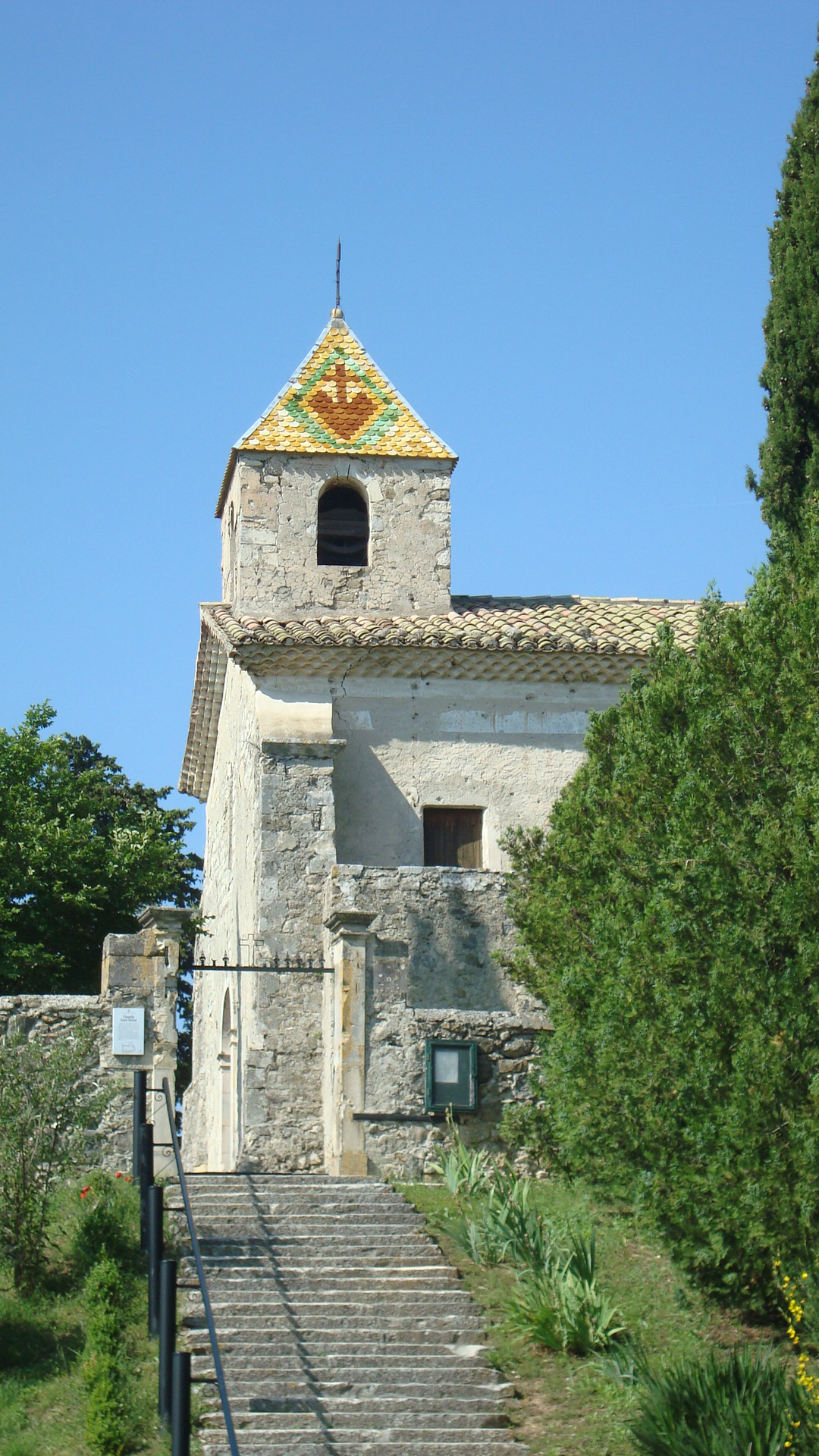
Chapelle Saint-Michel